# Bikati Village
Bikati Village är en ort i Kiribati.   Den ligger i örådet Butaritari och ögruppen Gilbertöarna, i den norra delen av landet, 220 km norr om huvudstaden Tarawa. Bikati Village ligger 10 meter över havet och antalet invånare är 203.
Terrängen runt Bikati Village är mycket platt.